# Institut des langues officielles et du bilinguisme
 (août 2016).
L’Institut des langues officielles et du bilinguisme (ILOB) (Anglais : Official Languages and Bilingualism Institute) est un institut de langues affilié à l’Université d’Ottawa, à Ottawa, au Canada. Sa mission est de promouvoir l’excellence et l’innovation dans les domaines du bilinguisme et de l’apprentissage des langues afin d’aider l’Université à « favoriser le développement du bilinguisme et du biculturalisme, préserver et développer la culture française en Ontario ».

## Historique

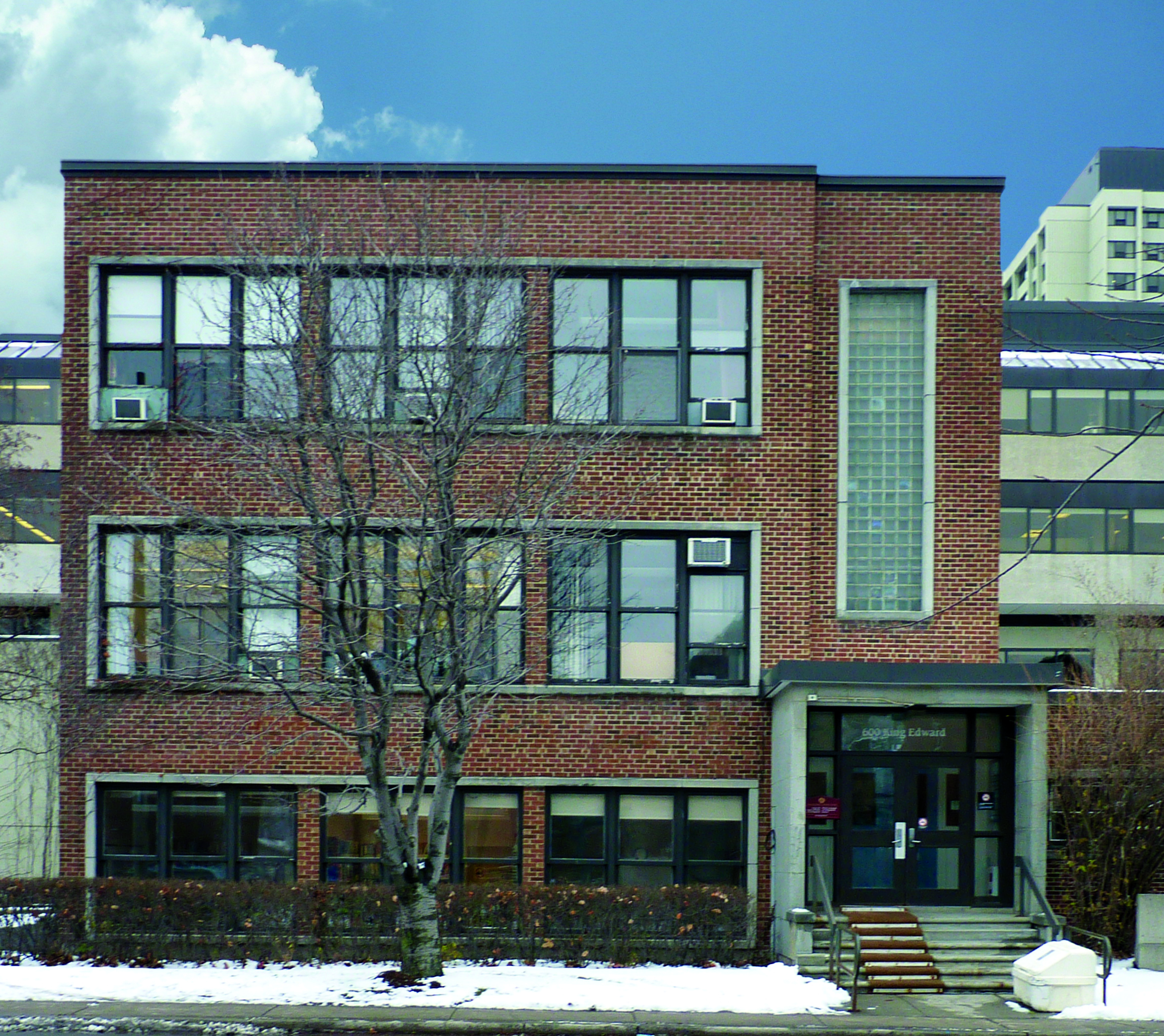
ILOB au 600, rue King Edward

Le département a d’abord été créé en 1968 sous le nom de Centre des langues vivantes (Anglais : Centre for Second Language Learning), avec le mandat « d’enseigner l’anglais et le français langues secondes (ESL et FLS) à des étudiants de premier cycle et d’autres membres de la communauté universitaire, et évaluer les compétences en langue seconde selon les exigences de diplomation des différentes facultés » . Le Centre était situé au 154, rue Waller, sur le campus de l’Université d’Ottawa, et faisait d’abord partie du Département de linguistique et des langues modernes. Toutefois, le Centre est devenu un département autonome au sein de la Faculté des arts et a eu son premier directeur officiel, Raymond LeBlanc, en 1970.

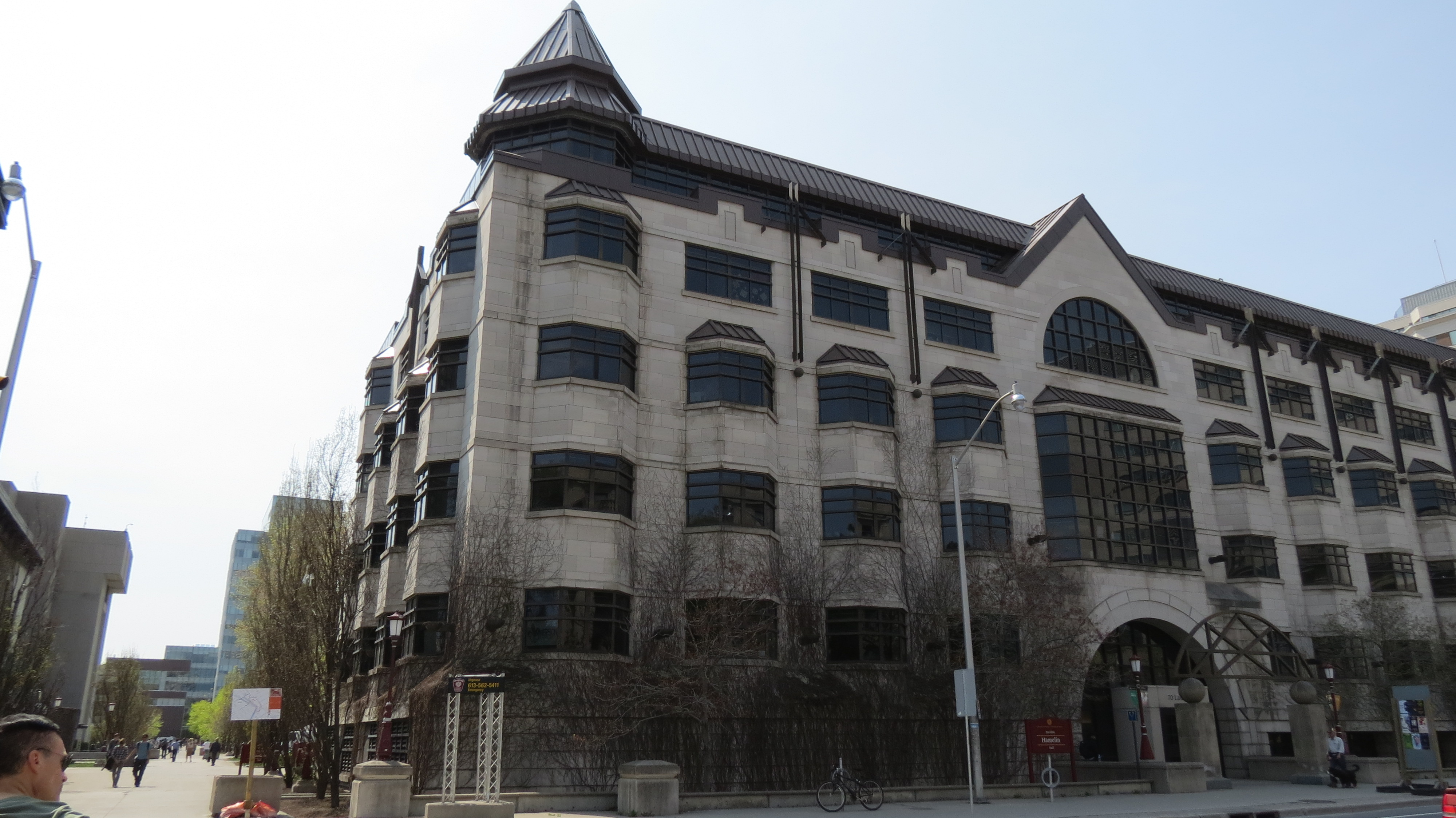
L’ILOB au pavillon Hamelin du 70, avenue Laurier est

Durant ses premières années, le Centre des langues vivantes a déménagé à plusieurs reprises sur le campus. L’un des déménagements l’a mené au 59, avenue Laurier est (l’ancien emplacement du Département de linguistique), puis aux pavillons Lamoureux et Montpetit. Le Centre s’est finalement installé au 600, rue King Edward aux environs de 1980 pour plus de 30 ans. En raison des différences entre les noms anglais et français, il a été décidé, le 1er janvier 1989, que le Centre s’appellerait dorénavant l’Institut des langues secondes (ILS) (anglais : Second Language Institute (SLI)). Le 1er juillet 2007, l’institution s’est de nouveau transformée en devenant l’Institut des langues officielles et du bilinguisme (ILOB) comme on le connaît aujourd’hui. En février 2013, l’ILOB s’est installé définitivement au pavillon des Arts (appelé pavillon Hamelin depuis septembre 2015), situé au 70, avenue Laurier est.

### Liste des Directeurs
- Raymond LeBlanc: 1970-1980, 1990-1994, 1995-1998
- Philip C. Hauptman: 1980-1986
- Marjorie B. Wesche: 1986-1990
- Robert Courchêne: 1994-1995 (intérim), 1998-2002, 2005-2007 (intérim)
- Marie-Claude Tréville: 2003-2005
- Richard Clément: 2007-2017
- Larry Vandergrift: janvier à juin 2011 (intérim)
- Marie-Josée Hamel: de janvier à juin 2015 (intérim)
- Jérémie Séror: depuis juillet 2017[7]

## Enseignement
L’ILOB offre un large éventail de cours d’anglais et de français langue seconde ou langue étrangère tant aux étudiants et au personnel enseignant et administratif de l’Université d’Ottawa qu’à des particuliers hors de la communauté universitaire. Il s’agit de cours de premier cycle et de cycles supérieurs, de cours intensifs et de formations sur mesure.

### Programmes et cours crédités
Au premier cycle, l’Institut offre des programmes de majeure, de mineure, de mineure avancée en ESL et en FLS, ainsi que des cours à crédit optionnels en ESL et FLS. Les thèmes des cours vont de la lecture à l’écriture et l’expression orale et sont offerts à compter du niveau débutant. Des cours d’encadrement spéciaux en FLS et ESL couvrent le vocabulaire utilisé dans les cours de du domaine d’étude choisi par l’étudiant. Durant l’année universitaire 2015-2016, plus de 1200 étudiants se sont inscrits dans au moins un cours d’ESL, tandis que plus de 4000 se sont inscrits dans un cours de FLS administré par l’ILOB.
Les étudiants peuvent aussi obtenir un baccalauréat approfondi ou une majeure en Didactique des langues secondes, en français ou en anglais, programme administré conjointement par la Faculté des arts et la Faculté d’éducation. Le programme se concentre sur l’apprentissage des méthodes d’enseignement d’une langue seconde à des étudiants de tous les âges et de tous les niveaux. 
L’ILOB a lancé son programme de cycle supérieur, la maîtrise ès arts en études du bilinguisme (M.A.) en septembre 2014. Le programme est centré sur des enjeux cruciaux des domaines de la linguistique appliquée, comme l’innovation en enseignement des langues secondes, l’évaluation des compétences en langue seconde ainsi que les politiques et l’aménagement linguistiques.

### Régime d’immersion en français
L’ILOB gère aussi la composante linguistique du Régime d’immersion en français, un parcours universitaire qui permet aux étudiants anglophones d’étudier partiellement en français tout en obtenant leur baccalauréat. Le programme a été lancé en 2006 et a depuis desservi plus de 2884 étudiants. Il est aujourd’hui offert dans 58 programmes de l’Université d’Ottawa, en plus de 16 programmes de la Faculté des sciences qui offrent le Régime de français enrichi.
En termes géographiques, environ 85 % des étudiants d’immersion viennent de l’Ontario, 5 % de la Colombie-Britannique et 5 % d’autres provinces et territoires ou de l’international.
Les étudiants sont dispersés à travers les différentes facultés de l’université selon les pourcentages suivants : 42 % étudient à la Faculté de sciences sociales, 17 % à la Faculté des arts, 17 % à la Faculté des sciences, 10 % à la Faculté des sciences de la santé et 13 % à l’École de gestion Telfer.

### Programmes intensifs de langue seconde
Depuis septembre 1981, l’Institut des langues officielles et du bilinguisme offre des cours intensifs (25 heures semaine) et semi-intensifs (12 heures semaine) aux étudiants qui souhaitent apprendre l’anglais ou le français langue seconde. Dans les années 1980, environ 250 étudiants s’inscrivaient chaque année à ces cours non-crédités, et la majorité d’entre eux étaient Libyens ou Algériens. Depuis cette époque, le programme a grandi considérablement et comprend des programmes intensifs de FLS et d’ESL non-crédités, ainsi que des programmes de formation aux enseignants destinés à différents groupes aux besoins variés, autant au Canada qu’à l’étranger. Quelque 1000 participants viennent dorénavant chaque année de partout dans le monde.

## Recherche
Le centre de recherche de l’ILOB, le Centre canadien d’études et de recherche en bilinguisme et aménagement linguistique (CCERBAL), fait la promotion de la recherche dans tous les aspects de l’enseignement et de l’apprentissage d’une langue seconde, du bilinguisme et de l’aménagement linguistique. Son mandat est de promouvoir les échanges et les partenariats interdisciplinaires et de recherche. Créé en octobre 2008, le Centre accueille de nombreuses conférences et symposium ainsi que des forums de recherche.

## Évaluation des langues
Des années 1970 jusqu’aux années 1990, tous les étudiants de premier cycle de l’Université d’Ottawa devaient passer un test de compétence en langue seconde afin de compléter les conditions nécessaires à l’obtention de leur diplôme. Le Centre des langues vivantes était responsable du développement et de l’administration de ces tests, et ce à plus de 3000 étudiants par année. Jusqu’en 1993, ceux qui ne réussissaient pas le test devaient suivre un cours de langue seconde offert par le Centre.

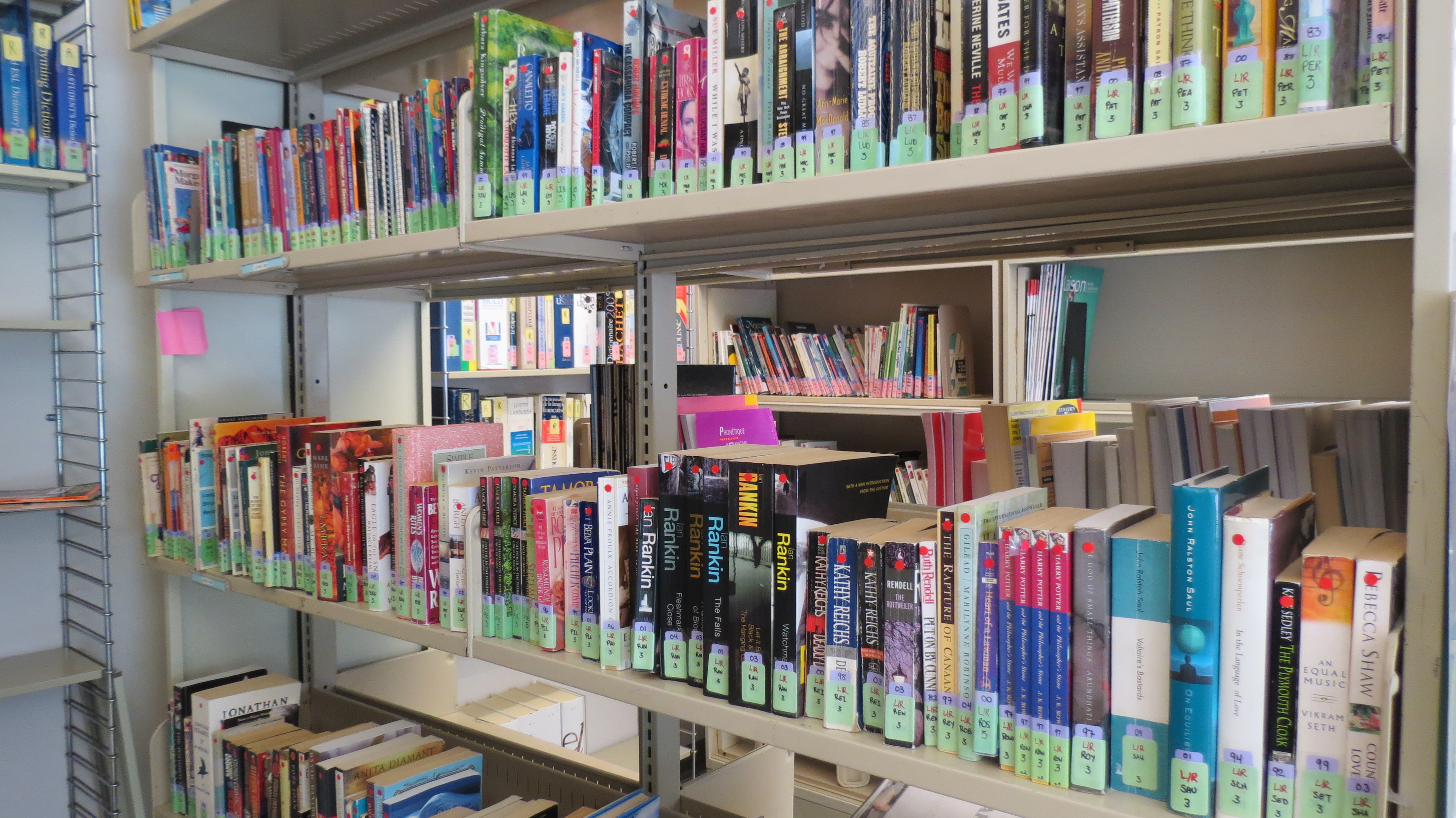
Centre de ressources Julien-Couture